# جاك جيوس
جاك جيوس (بالفرنسية: Jacques Geus)‏ ولد بتاريخ 22 فبراير 1920 في بلجيكا، وتوفي في 13 يوليو 1991 في بلجيكا، كان دراج بلجيكي.

## روابط خارجية
- جاك جيوس على موقع أرشيف الدراجات (الإنجليزية)
- جاك جيوس على موقع إحصائيات الدراجات الإحترافية (الإنجليزية)
- جاك جيوس على موقع CycleBase (الإنجليزية)